# Церква Різдва Пресвятої Богородиці (Криниця)
Церква Різдва Пресвятої Богородиці в Криниці — парафія і храм греко-католицької громади Коропецького деканату Бучацької єпархії Української греко-католицької церкви в селі Криниця Чортківського району Тернопільської области.  Пам'ятка архітектури місцевого значення.

## Історія церкви
До кінця XIX століття місцеві римо-католики відвідували богослужіння у місті Монастириська. Завдяки поміщиці Юзефі Старшиській з 1863 по 1899 рік був збудований костел Різдва Пресвятої Діви Марії. Його освятили у 1901 році, а самостійну парафію РКЦ заснували у 1905 році.
Від 1944 року костел не діяв, а з 1950-х років його використовували як колгоспну комору та склад. Приміщення проборства перетворили на офіс, а пізніше — на ресторан «Ясени».
Наприкінці 1989 року будівлі передали новоствореній громаді РПЦ. Завдяки зусиллям та коштам мешканців села, храм і проборство відбудували. Відкриття храму відбулося 17 вересня 1989 року. Друга відправа відбулася 21 вересня, на свято Різдва Пресвятої Богородиці, тому храмовий празник перенесли на цю дату.
При парафії діють братство «Апостольство молитви» та Вівтарна дружина. На території парафії є три каплички і п'ять хрестів. У власності парафії перебувають проборство та господарські приміщення.

## Парохи
- о. Михайлишин (1989—1990),
- о. Дмитро Подоба (1990—2000),
- о. Ігор Джиджора (2000—2006),
- о. Антон Вербовий (з 2006).